# Excalibur (automobile)
Pour les articles homonymes, voir Excalibur (homonymie).

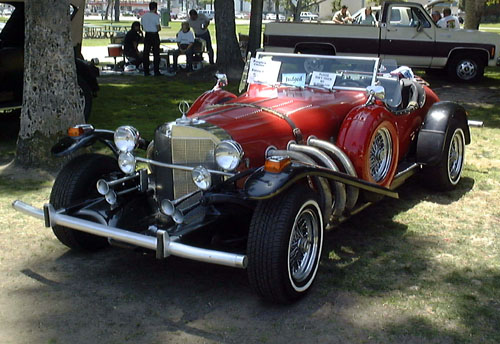
Excalibur Série II

Excalibur est une entreprise américaine de construction automobile, créée par Brooks Stevens. Cette marque est active entre 1965 et 1989 à Milwaukee. L'emblème de la marque est une épée inscrite dans un cercle de métal. L'entreprise est spécialisée dans la construction en petites séries de voitures néoclassiques. Il s'agit pour l'essentiel de roadsters et de phaétons à la mode de la fin des années 1920.

## Historique
La marque Excalibur fut créée par le designer Brooks Stevens dans les années cinquante. Ses capacités de design automobile le firent engager à l’origine chez Willys Overland pour créer une Jeep nouvelle génération. Mais parallèlement, en 1951, il va créer pour son compte une voiture de sport qu’il appellera Excalibur « J ».
Après des essais concluant sur le lac Elkhart (14 secondes pour le quart de mile et 195 km/h en vitesse de pointe), trois véhicules supplémentaires sont alors construits et engagés dans le championnat SCCA. Ces 4 Excalibur J parviennent ainsi à se classer honorablement durant plusieurs années dans différentes courses américaines face à des Ferrari, Maserati, Mercedes et Aston-Martin.
Fin 1963, la firme Studebaker demande à Stevens de lui dessiner diverses nouvelles voitures destinées à être exposées aux divers salons auto de la saison 1964. Pour Chicago en janvier, trois Studebaker Lark furent modifiées, et une Excalibur J fut recarrossée aux normes de l’époque : la Hawk roadster.

### Excalibur Série 1
Pour le show de New York en avril 1964, sur la base d’un châssis Heavy-Duty de Studebaker Lark avec moteur Studebaker, Brooks Stevens avec l’aide de ses deux fils âgés de 27 et 24 ans crée en 6 semaines la Mercebaker SSK qui reprend la ligne générale de la Mercedes SSK dont il possédait alors un exemplaire. Le nom provient de la contraction d’une gloire ancienne (Merce-des) et d'une ingénierie existante (Stude-baker). Mais finalement au début du salon de New York, Studebaker ne souhaite plus exposer la voiture sur son stand qui se veut tourné résolument vers le futur et non vers le néo-classique. À défaut d’idée et d’autre nom, la Mercebaker devient Excalibur, en référence à l'épée légendaire du roi Arthur. Le logo de la marque se voit doté de cet emblème.
Un stand minuscule lui est octroyé à ses frais, juste en face d’un marchand de hot-dog et à côté de l’entrée des toilettes. Finalement, contre toute attente, l’Excalibur est la sensation du salon. De nombreuses célébrités passent commande, si bien qu’à la fin du salon, 12 commandes fermes avec acompte sont déjà enregistrées.
Stevens propose alors à ses deux fils, David et Steve, la construction des Excalibur sur une base d’un lot de 400 châssis Studebaker Larck inutilisables (Studebaker étant en faillite depuis fin 1964), motorisé par le bloc Chevrolet V8 de 327 ci de 300 chevaux de la Corvette. La carrosserie est en polyester avec juste les capots en aluminium. La production démarre dans l’atelier paternel à Mequon dans le Wisconsin.
Initialement l’Excalibur « série 1 » n’est disponible qu’en version Roadster 2 places.
Fin 1965, la firme a construit 56 voitures et introduit un roadster plus civilisé avec de longs garde-boues et marchepieds (au lieu des 4 petites ailes) et une quatre places dénommée Phaeton.
En 1966, en raison du manque de place la firme Excalibur s’installe à Milwaukee dans le complexe industriel de West Allis.
L'Excalibur série 1 est ainsi fabriquée de 1965 à 1969 à 359 exemplaires, dont 100 Phaetons et 259 Roadsters.
Début 1970, il ne reste plus que 41 châssis en stock.
Les fils de Brook Steven débutent alors une série 1 améliorée sur les châssis restants. C'est en fait une fausse série 1, car pour des raisons commerciales cette évolution porte déjà le nom de série 2.

### Excalibur 35X[2]
En 1966, distributeur en Europe des Excalibur depuis Monaco, Guy Storr, utilisa le nom sous licence "Excalibur" pour concevoir et commercialiser un véhicule plus Européen : l'Excalibur 35X.
S’inspirant du succès aux Etats-Unis des Excalibur inspirées des Mercedes SSK des années 20 et 30, l'importateur Guy Storr se dit que le marché français apprécierait encore plus un véhicule évoquant une voiture française de prestige datant de la même époque, offrant la même aura de gloire et un palmarès de compétition aussi étoffé : la Bugatti Type 35 (1924-1930). Aussi, en hommage à la Bugatti mais aussi pour se distinguer, Guy Storr appelle son Excalibur "35X".
Mais Guy Storr qui n’était pas satisfait du manque de finition et de l’ingénierie sommaire des Excalibur américaines, a préféré pour concevoir son Excalibur européenne se tourner vers un carrossier italien de renom (Michelotti) à Turin-Borgaretto, pour qu’il assure la construction d’une présérie de 2 châssis-coques, avant de produire une série de 25 unités. Ainsi, 27 Excalibur 35X seront assemblées.
Le carrossier Michelotti créa ainsi pour l'Excalibur 35X un châssis en profilés-traverses mécano-soudés. La carrosserie en acier vient s’y souder par-dessus, ce qui lui donne l’allure d’une monocoque avec châssis intégré, gage de grande rigidité.
Ensuite, les châssis-coques étaient terminés dans un minuscule garage automobile (Daytona Garage) situé à Saint-Laurent du Var près de Cannes, en fonction des commandes enregistrées elles, directement dans l'appartement monégasque de Guy Storr. 
La mécanique et les trains roulants de l'Excalibur 35X sont issus de l’Opel Commodore GS première génération (1967–1972). Les Excalibur 35X sont ainsi dotées d'un moteur 6 cylindres en ligne de 2,5 litres pour 130 cv accouplé à une boite 4 vitesses. L’Opel Commodore a été retenue car Opel était la filiale européenne de General Motors ce qui pouvait permettre d’exploiter cette carte de visite pour introduire la voiture sur le continent américain, mais aussi pour des questions de pure ingénierie, car Guy Storr voulait proposer un véhicule fiable avec moteur à l’avant, propulsion et essieu rigide.
Les Excaliburs 35X finies étaient livrées devant le casino de Monaco à Monte-Carlo. Les clients devaient ensuite attendre quelques jours pour obtenir une immatriculation monégasque provisoire, que certains allaient d’ailleurs utiliser très longtemps faute d'homologation.
Guy Storr a bénéficié d’un coup de pouce du destin quand le réalisateur cinématographique Pierre Grimblat lui a loué l’Excalibur 35X présérie n°01 pour être la co-vedette de son film Slogan tourné entre le 26 juin et le 16 aout 1968.
Dans le film, l’Excalibur 35X est la voiture de Serge Gainsbourg, et apparaît ainsi dans de nombreux plans. C’est d’ailleurs sur le tournage de ce film que Serge Gainsbourg rencontre pour la première fois Jane Birkin. Le film est sorti en salle en 1969.
Un jour en 1973, au volant de son Excalibur 35X (n°22), Storr percuta un camion sur la Moyenne Corniche entre Monaco et Nice, ce qui le défigura à jamais et atteignit son moral. Son affaire périclita. Il tenta de redresser la barre en liquidant les dernières Excalibur 35X prémontées par Michelotti qui restaient en stock et qui ne se vendaient plus.
Quelques-unes furent encore assemblées par le garage Daytona de Saint-Laurent-du-Var, mais avant que ses affaires se redressent, en 1980 pris d’un malaise au volant, Guy Storr percuta un véhicule de face sur la "Voie rapide sud"qui traverse Nice d'Ouest en Est et perdit la vie.
Vingt-sept Excalibur 35X ont été produites et assemblées. 
Mais, il convient de bien distinguer les années de production des châssis-coques par Michelotti, qui sont différentes de l’année d’assemblage final et de commercialisation, qui peuvent encore être distinctes de l’année d’immatriculation administrative. De même, autrefois, la date de première immatriculation n’était pas toujours reprise sur les documents administratifs d’immatriculation en cas de vente ou d’import du véhicule depuis l’étranger.
Aussi, il est très difficile de classer les Excalibur 35X par année de fabrication, même si les données suivantes circulent sur internet, sans préciser s'il s'agit de l'année de production des châssis-coque, de l'année d'assemblage ou de l'année de commercialisation :
- 1965 : 5 exemplaires
- 1966 : 6 exemplaires
- 1967 : 8 exemplaires
- 1968 : 10 exemplaires

En effet, le premier exemplaire (pré-série 01) n'est présenté au public que début 1968, et l'Excalibur 35X de pré-série 02 a été immatriculée en France la première fois en juillet 1967.
Ainsi, parmi les 27 Excalibur 35X, les 2 préséries (n°01 et n°02) présentent des « variations » de carrosserie notables avec notamment une traverse droite non chromée entre les phares avant, et des clignotants rectangulaires positionnés sous les phares ou sur le pare-chocs.
De même, sur les 2 modèles de présérie, les feux arrière ne sont pas intégrés dans le profilé de la carrosserie, mais disposés en saillie.
Hormis ces différences visuelles, les deux préséries sont assez proches des modèles de série : les évolutions esthétiques de la barre cintrée chromée et des feux arrière intégrés dans la carrosserie, ont juste été validés pour la production des 25 Excalibur 35X de série.
En plus de ces éléments distinctifs de carrosserie, on peut aussi noter pour les modèles de présérie la présence d’un certificat d’immatriculation pour la France faisant mention uniquement de véhicule « OPEL » en ligne D1 et « type mine modifié » en ligne Z1, et non pas la mention « Excalibur ». On peut aussi noter l’absence de plaque constructeur « Excalibur » d'origine sur les 2 préséries.

### Excalibur Série 2
Aux États-Unis, après la série 1, l’année 1971 servit à créer un tout nouveau châssis, à installer une mini chaîne de montage et à peaufiner les moules et accessoires tout en s’assurant de contrats en bonne et due forme avec toute une flopée de fournisseurs.
La reproduction reprit donc en 1972 avec un nouveau châssis en échelle avec un empattement allongé de 5 cm, les suspensions et les freins en provenance des Corvette. Le moteur fait place à un nouveau moteur issu de la Corvette : un nouveau V8 de 454ci mais moins puissant qu’avant avec 250 ch.
Par contre, le prix passait du simple au double : de 6 000⁄7 250 € pour les séries 1, les séries 2 grimpaient à 12 000⁄14 000 € avec toutefois un équipement en rapport : chauffage et air conditionné, colonne de direction réglable, freins assistés à 4 disques, différentiel autobloquant, radio stéréo, amortisseurs arrière à niveau constant, etc.
En dépit de ce surcroît de poids avec un moteur moins puissant, l’Excalibur série 2 était encore capable de performance honorable avec le 0 à 100 km/h en 7 secondes et une vitesse maxi théorique de 200 km/h.
Malheureusement, la production restait stationnaire avec 65 voitures vendues en 1972.
En 1973, grâce à une campagne de publicité orchestrée auprès des réseaux General Motors, la production effectua un bond à 122 voitures, pour stagner l’année suivante à 118.

### Excalibur série 3
Les deux fils de Brook Steven redessinèrent alors les ailes pour les rendre plus enveloppantes, de manière que la moindre projection d’eau et de boue ne s’étale pas dans tous les sens sur la carrosserie. Parallèlement, le V8 454ci perdait un peu de chevaux (215 ch) à la suite du montage d’un système anti-pollution rendu obligatoire. La série 3 était née avec un nouveau châssis à l’empattement encore allongé (2,845 m), une traverse centrale en X et une section avant boulonnée donc démontable.
Cependant, la production chuta à 90 voitures pour 1975, pour littéralement s’envoler les années suivantes : 184 en 1976, 237 en 1977, 263 en 1978 et 367 en 1979.

### Excalibur Série 4
Ainsi au plus fort de la demande, en 1979, une voiture sortait toutes les 6 heures des lignes de production avec pour conséquences un niveau de qualité en retrait. Aussi, il fut décidé de créer la série 4, qui serait vendue beaucoup plus chère ce qui diminuerait les commandes mais assurerait un chiffre d'affaires et un bénéfice stable. En plus, la marque commençait à avoir son propre réseau de concessionnaires sur le territoire américain.
En 1980 est donc sortie la série 4, d'une esthétique radicalement différente, avec des vitres latérales en verre escamotables dans les portes, une capote électrique et une carrosserie encore plus enveloppante. Le châssis était similaire à celui de la série 3, mais tout de même rallongé de 33 cm. Le style abandonnait l’évocation des Mercedes SSK pour s’inspirer des séries 500 et 540 K. Le moteur 454ci n’étant plus fabriqué par General Motors, c’est un bloc de 305ch qui était proposé de base avec possibilité d’avoir un 350ch.
Le poids plus important, la puissance réduite et un style sujet à débat font chuter la production à 93 en 1980. Elle remonte à 235 voitures en 1981, avant de retomber à 212 en 1982 puis 138 en 1983.
Grâce à une campagne publicitaire orientée vers les revendeurs de la marque, la production est montée en 1984 à 257 voitures dont 213 Phaetons et seulement 44 Roadsters.

### Excalibur Série 5
Il est décidé alors de créer une série 5 encore plus sophistiquée, avec un hard-top, des sièges électriques et un intérieur totalement spécifique à la marque Excalibur, c'est-à-dire ne reprenant rien des intérieurs de Corvette.
Mais les ventes ne décollent pas, avec 78 voitures en 1985 et 37 en 1986. C’est la faillite.
Les frères Stevens parviennent à convaincre Warner, un repreneur, ce qui débouche vers une évolution stylistique avec une version 4 portes avec un coffre mieux intégré. Les prix étaient en conséquence avec le Roadster à 85.000 dollars, le Phaeton à 80.000 dollars et la 4 portes à 100.000 dollars.
Cependant, les ventes ne venant toujours pas, Warner se décida à diminuer drastiquement les prix sous forme de discount, ce qui n’était pas à long terme du meilleur effet pour la classe de véhicules se voulant exceptionnels. Les Phaetons et Roadsters furent alors bradés à 49.000 dollars, les 4 portes à 59.000 dollars avec une finition en rapport. La faillite arriva deux ans après.

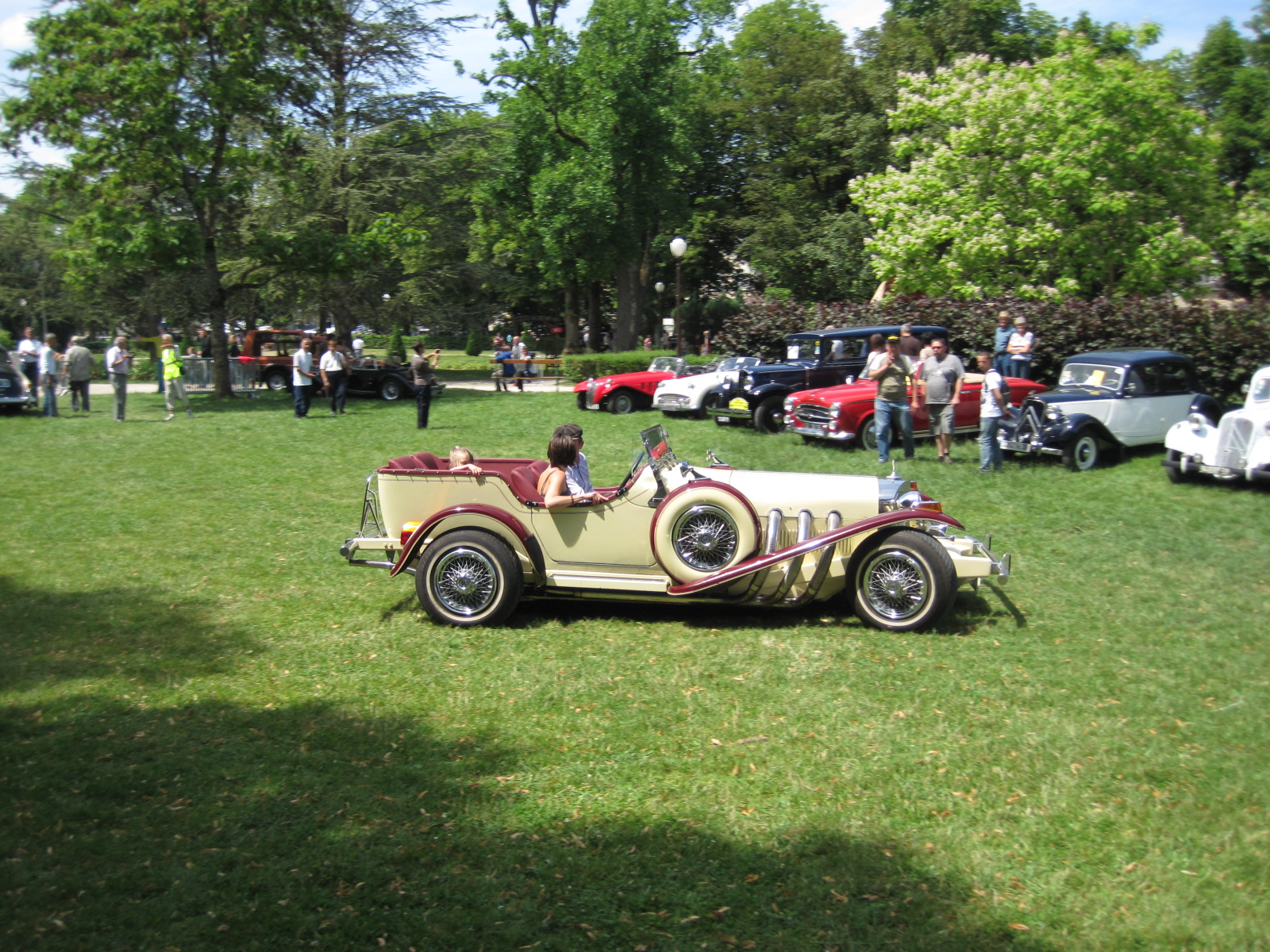
Excalibur Serie II
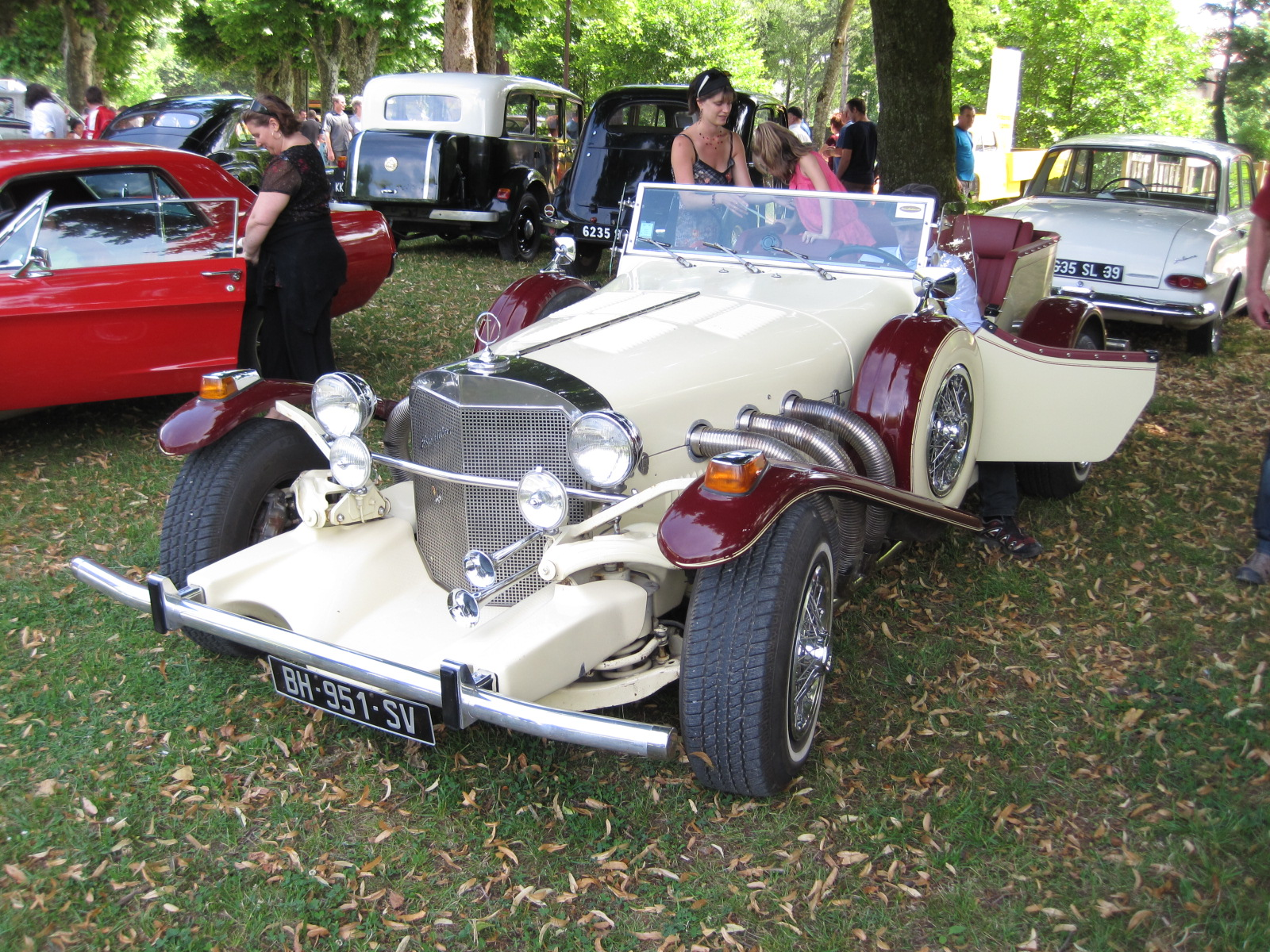
Excalibur Serie II
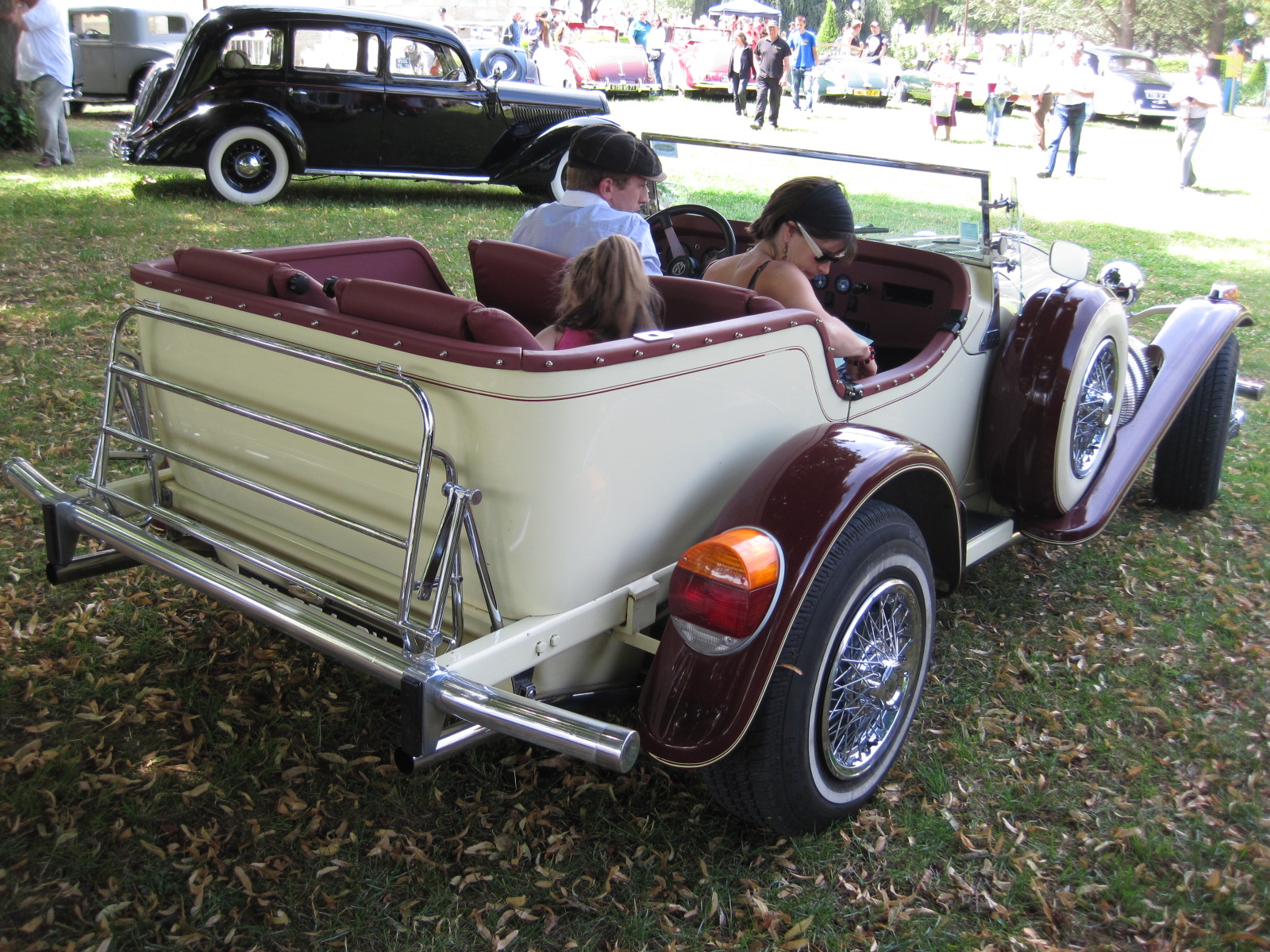
Excalibur Serie II
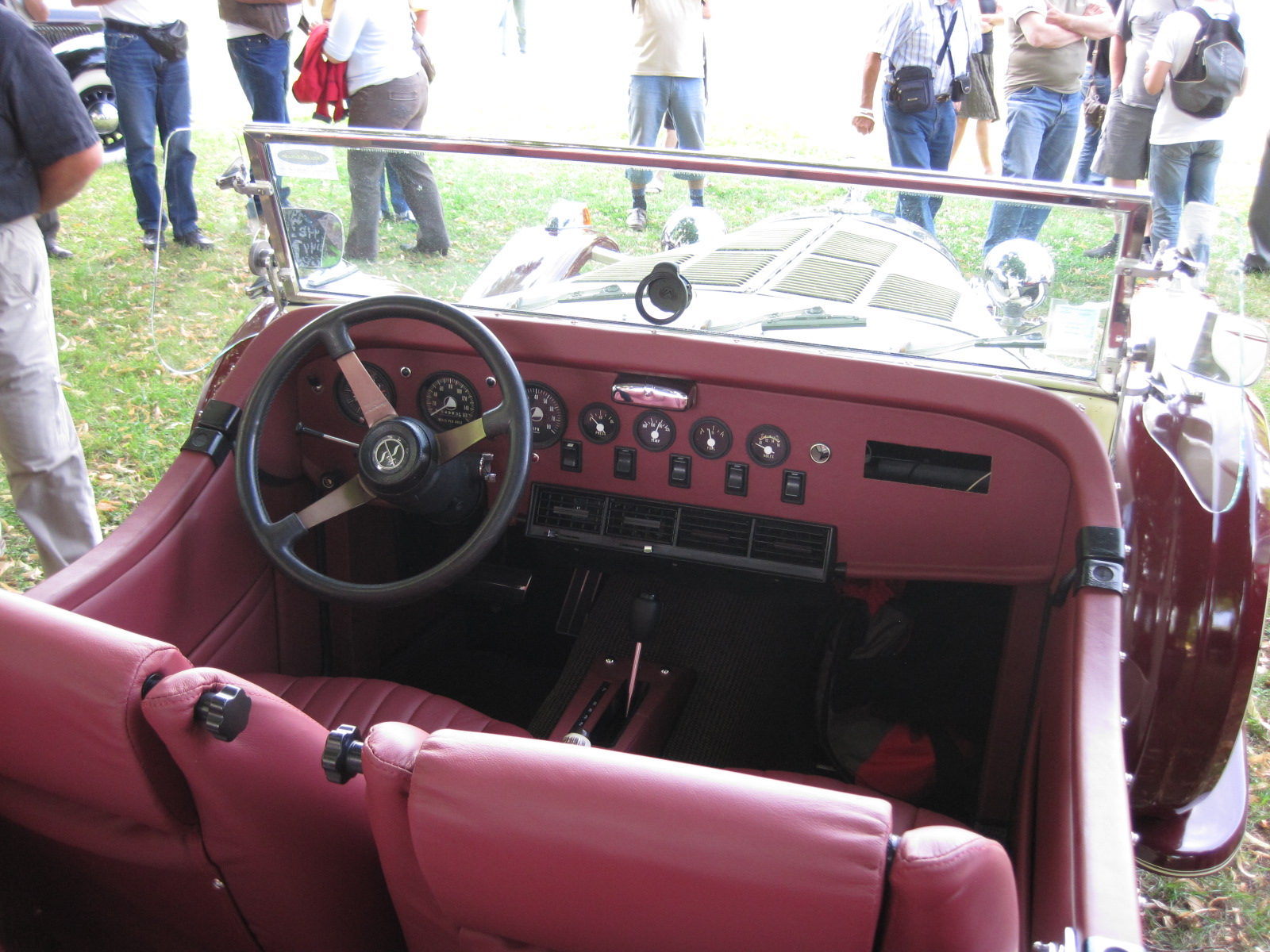
Excalibur Serie II
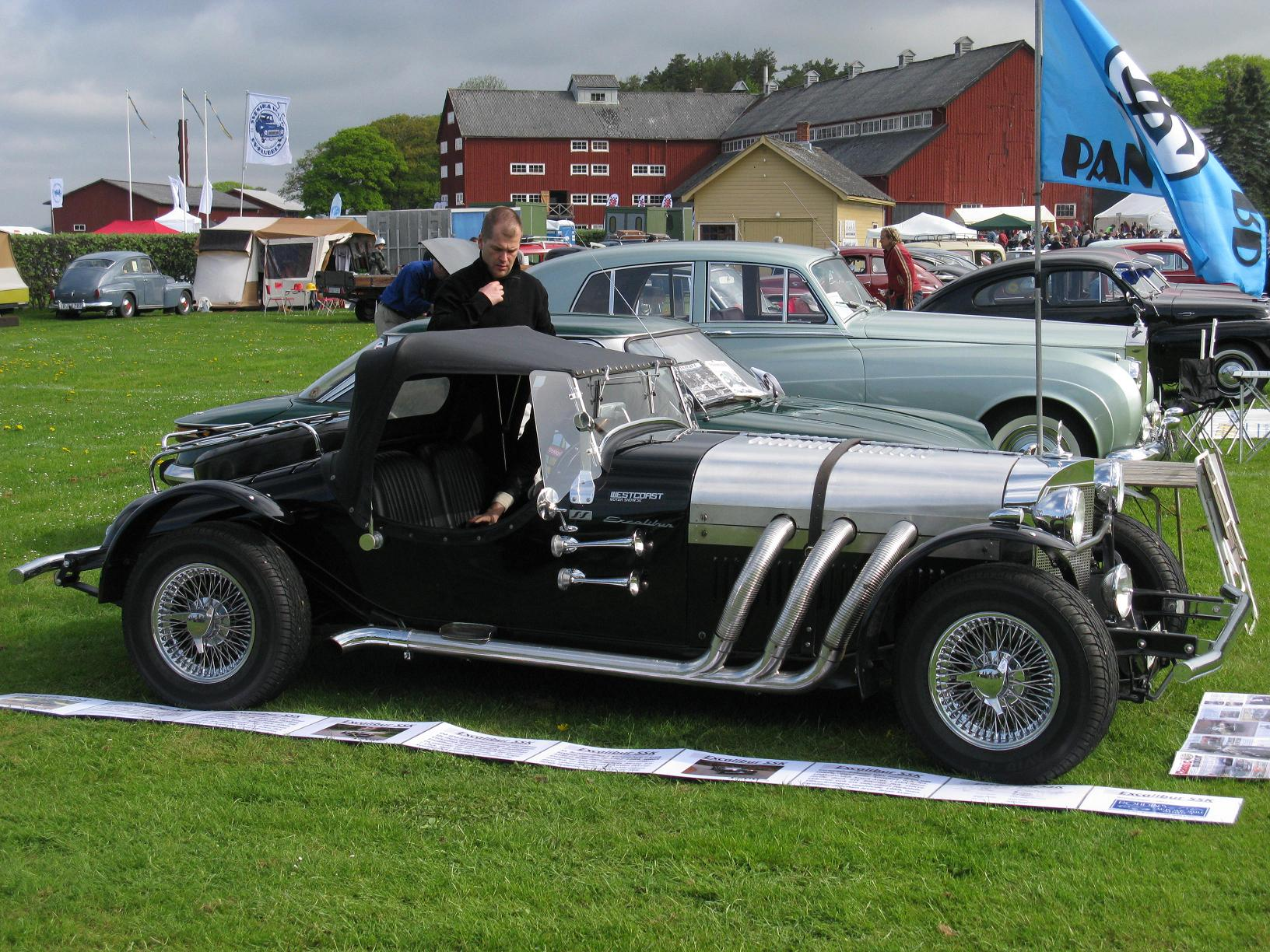
Série des années 1960
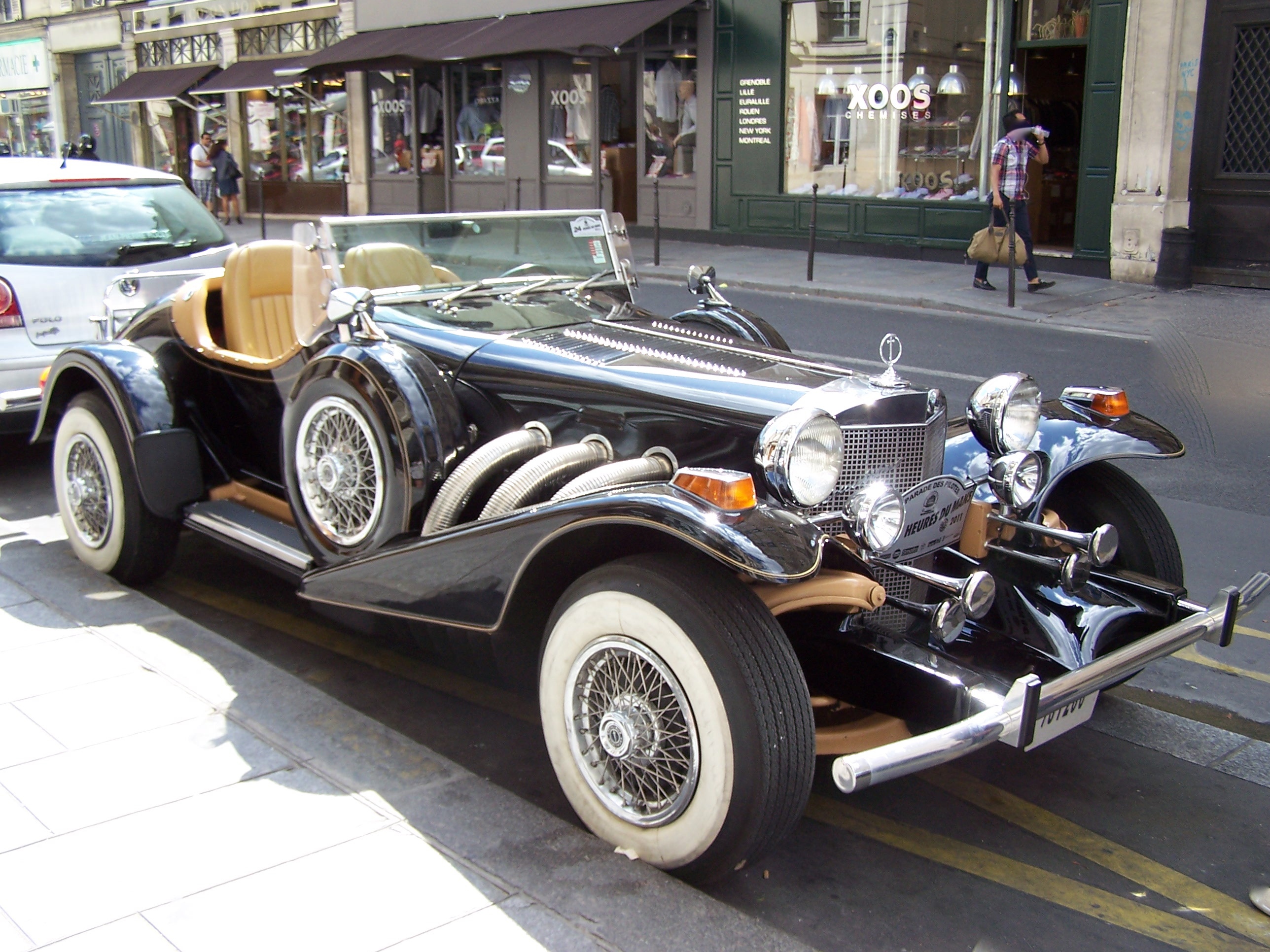
Série III Roadster SS des années 1970
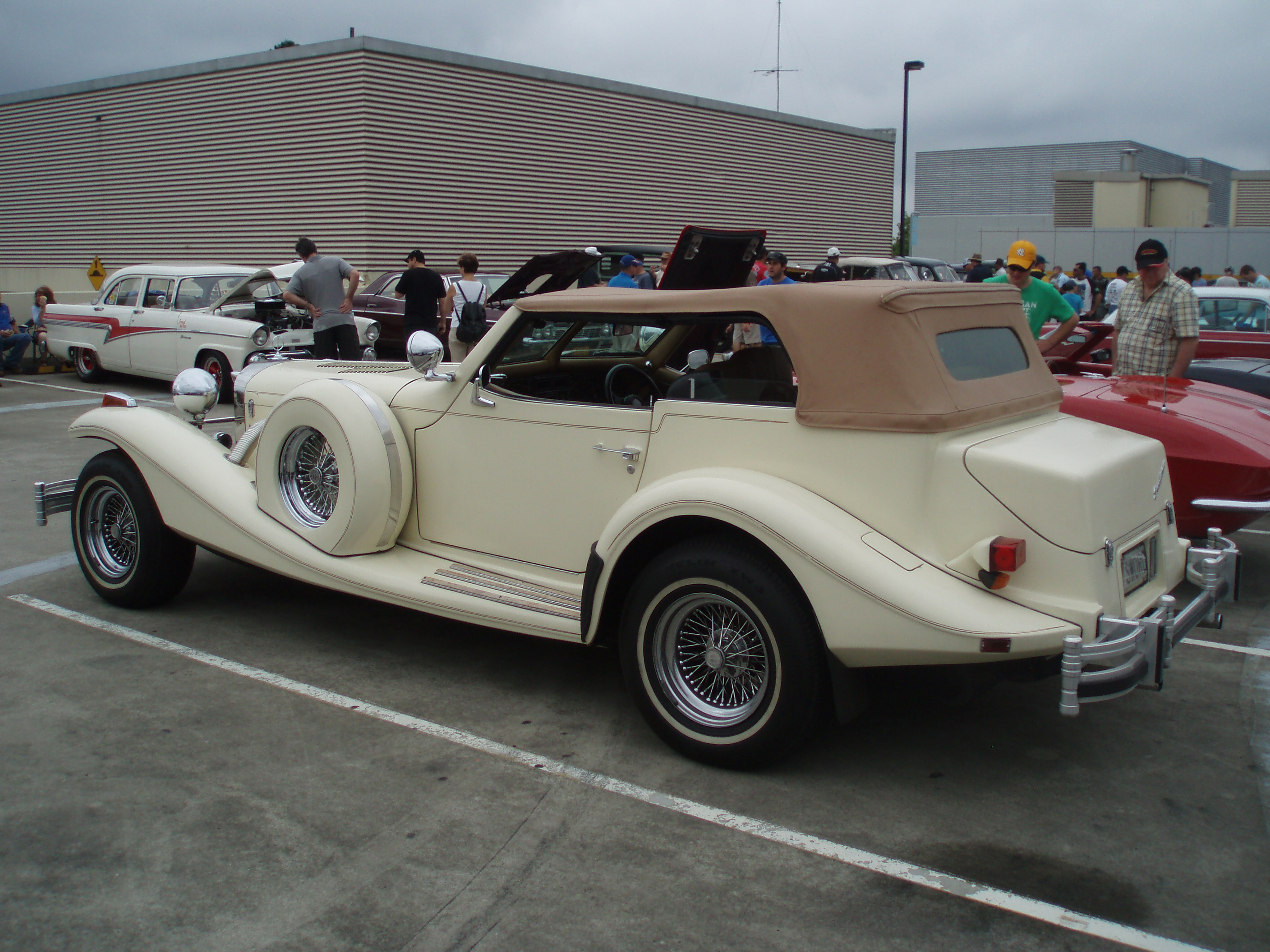
Phaeton des années 1980
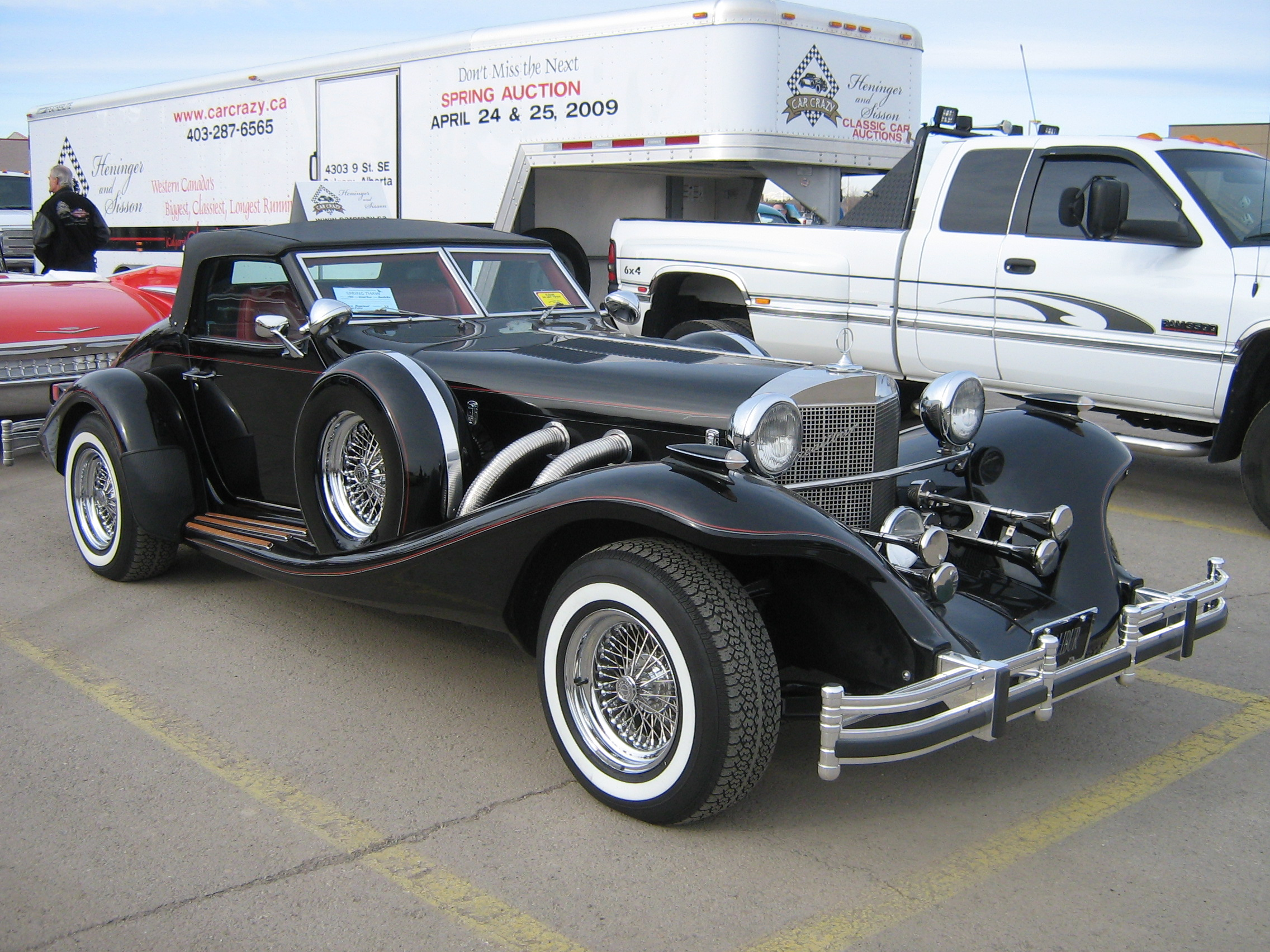
Série des années 80